# 私は羊
『私は羊』（わたしはひつじ）はZABADAKの6thアルバム。1991年10月25日にMOON RECORDS（イーストウエスト・ジャパン、現ワーナーミュージック・ジャパン）レーベルから発売。

## 概要
- 前作より引き続き吉良の作曲を上野が歌うスタイルが見られるがポピュラー音楽寄りの曲作りを目指した。ジャケットには羊の黒い顔、ブックレットにも写真を多用。偶然ではあるが今作をリリースした1991年の干支がヒツジであった。
- 「私は羊」「遠い国の友達」は上野が作詞・作曲両方手掛けリードボーカルを取っている、以前上野が英語で作詞をしていたことはあったが、日本語で歌詞を手掛けたのは今作が初めてである。
- 「小さい宇宙」「失われし者達へ」「同じ海の色」は吉良がリードボーカルをとり、それ以外は上野がリードボーカルをとっている。
- オリコンチャートでは初登場・最高位53位、売上1万2000枚（1998年11月30日付）[1]。

## 曲目
| 全編曲: ZABADAK。 |                      |           |           |       |
| #                 | タイトル             | 作詞      | 作曲      | 時間  |
| 1.                | 「小さい宇宙」       | 原マスミ  | 吉良知彦  | 3:29  |
| 2.                | 「サンタ・サングレ」 | 宮原芽映  | 吉良知彦  | 4:16  |
| 3.                | 「砂の扉」           | 浜田理恵  | 上野洋子  | 4:11  |
| 4.                | 「私は羊」           | 上野洋子  | 上野洋子  | 3:41  |
| 5.                | 「遠い国の友達」     | 上野洋子  | 上野洋子  | 4:12  |
| 6.                | 「失われし者達へ」   | 小峰公子  | 吉良知彦  | 4:25  |
| 7.                | 「夏を見渡す部屋」   | 小峰公子  | 吉良知彦  | 4:57  |
| 8.                | 「雨の音が聴こえる」 | 小峰公子  | 吉良知彦  | 4:41  |
| 9.                | 「天使に近い夢」     | 浜田理恵  | 上野洋子  | 5:07  |
| 10.               | 「同じ海の色」       | 小峰公子  | 吉良知彦  | 4:30  |
| 合計時間:         | 合計時間:            | 合計時間: | 合計時間: | 43:29 |